# 1798
1798 (MDCCXCVIII) je bilo navadno leto, ki se je po gregorijanskem koledarju začelo na ponedeljek, po 11 dni počasnejšem julijanskem koledarju pa na petek.

## Dogodki
- 12. junij - Napoleon zasede Malto, malteški vitezi se morajo umakniti v Italijo.

## Rojstva
- 17. januar - Auguste Comte, francoski filozof in sociolog († 1857)
- 26. april - Eugène Delacroix, francoski slikar († 1863)
- 17. maj - Anton Šerf, slovenski nabožni pisec, homilet, pesnik, duhovnik († 1882)
- 28. december - Thomas James Henderson, škotski astronom († 1844)

## Smrti
- 4. junij - Giacomo Casanova, italijanski (beneški) pustolovec, duhovnik , pisatelj, vohun, diplomat (* 1725)